# Adama Sy
Pour les articles homonymes, voir Sy.
Adama Sy né le 31 décembre 1945 à M'Bout (Gorgol, Mauritanie) est un homme politique mauritanien.
Il a été le Ministre secrétaire général de la Présidence de la République Islamique de Mauritanie entre 2011 et 2018.

## État civil
Adama Sy est marié et a quatre enfants.

### Postes occupés
- 1965 à 1968 : Chef de l'inspection Régionale d'agriculture
- 1968 à 1970 : Professeur de Vulgarisation agricole
- 1983 - 1984 : Directeur du Centre National de Recherches Agronomiques et de Développement Agricole (CNRADA)
- 1984 - 1988 : Directeur de l'agriculture
- 1988 - 1990 : Conseiller Technique au Ministère du Développement rural et de l'Environnement
- 1990 - 1992 : DIAPER II CILSS Bamako à Mali, Expert décentralisé - Animateur local du Projet régional CILSS
- 1995 - 2001 : Coordinateur National du Programme multi-sectoriel de développement intégré de l'Assaba
- 2001 - 2007 : Agence d'Exécution des Micro - Projets (AEMP), Directeur Général du Programme Communautaire d'Appui à la Sécurité Alimentaire de la Commission Européenne (Agence d'exécution et de contribution au développement local, à la lutte contre l'insécurité alimentaire, et la pauvreté).
- 13 juillet 2008 - 31 août 2008 : Ministre des pêches
- 31 août 2008 - 26 juin 2009 : Ministre de l'habitat, de l'urbanisme et de l'aménagement du territoire
- 26 juin 2009 - 30 octobre 2018 : Ministre du développement rural, poste qu'il a occupé jusqu'à sa nomination le 22 mars 2011 au poste de Ministre secrétaire général de la Présidence de la République, il quitte ses fonctions le 30 octobre 2018.

#### Études et Diplômes
- 1961-1965 : École nationale des Cadres Ruraux de Bambey
- 1972-1977 : Oregon State University (Corvallis, États-Unis)
- Master of Science (Agronomie - entomologie)
- Bachelor of Science (Agronomie)
- Ingénieur des Travaux agricoles.

#### Langues
Adama Sy parle arabe, français et anglais. 